# غورغيانا يونغ
غورغيانا يونغ (بالإنجليزية: Georgiana Belzer)‏ هي ممثلة أمريكية، ولدت في 10 سبتمبر 1924 في لوس أنجلوس في الولايات المتحدة، وتوفيت بنفس المكان في 13 نوفمبر 2007 بسبب مرض.

## وصلات خارجية
- غورغيانا يونغ على موقع IMDb (الإنجليزية)
- غورغيانا يونغ على موقع أول موفي (الإنجليزية)
- غورغيانا يونغ على موقع قاعدة بيانات الفيلم (الإنجليزية)